# 马莫拉
马莫拉（義大利語：Mammola）是意大利雷焦卡拉布里亚省的一个市镇。总面积80平方公里，人口3116人，人口密度39.0人/平方公里（2009年）。ISTAT代码为080044。